# Педра-Формоза

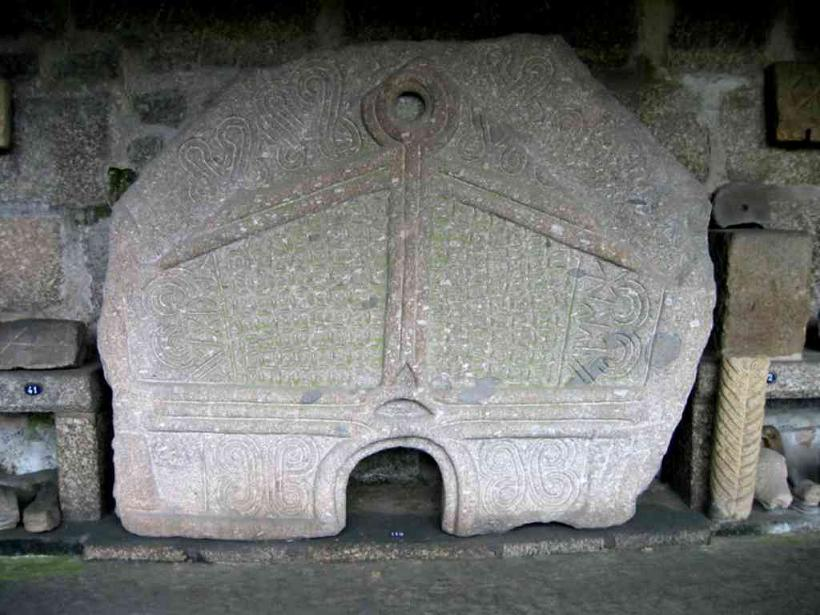
Ситания-де-Бритейруш (Citânia de Briteiros).

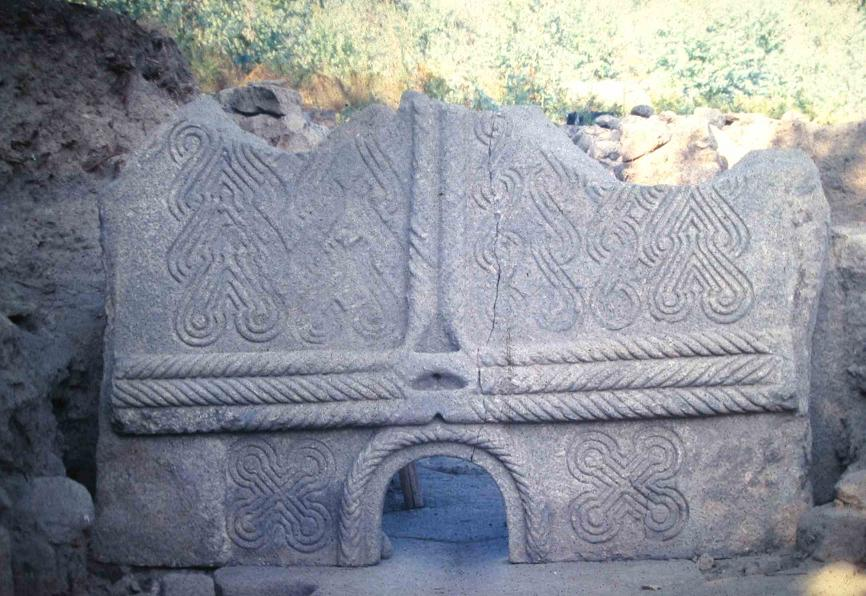
Каштру-даш-Эйраш (Castro das Eiras).

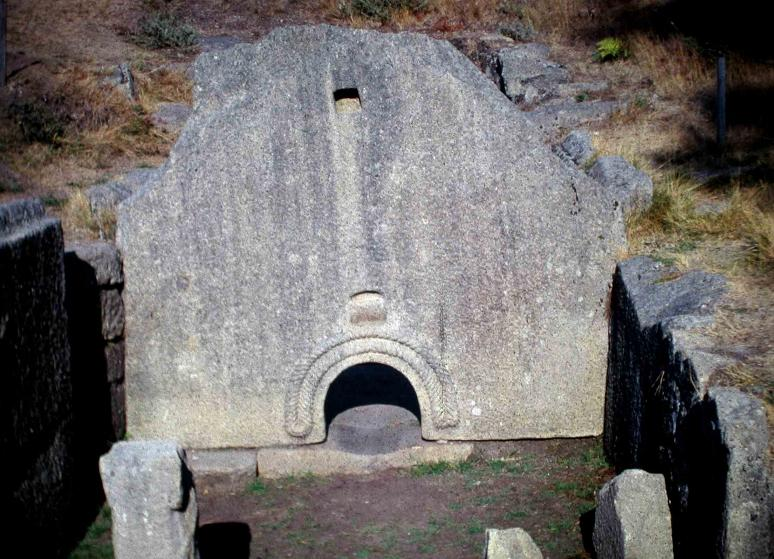
Ситания-де-Санфинш (Citânia de Sanfins).

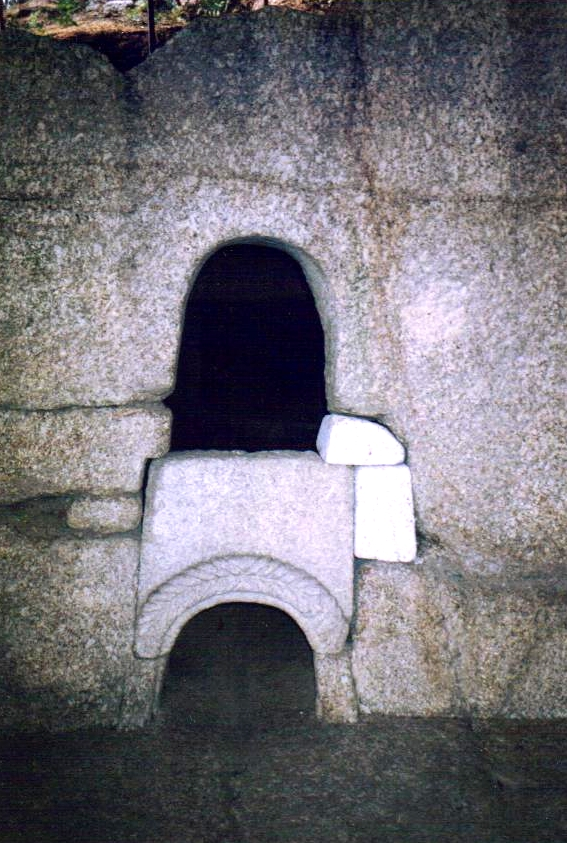
Тонгобрига (Tongóbriga).

Педра-Формоза (порт. Pedra Formosa — букв. «прекрасный камень») — характерный памятник археологической культуры Кастро на севере Португалии. Представляют собой каменные гробницы, передняя плита которых украшена затейливо выгравированными декоративными элементами и символами. Узкий вход напоминает по конструкции сардинские «гробницы гигантов».
Памятники представляют собой конструкцию из «вестибюля» с круглой камерой со сводчатым потолком (на котором обычно имеются следы копоти), и собственно «Педра-Формоза», состоящей из комнаты, выложенной каменными плитами.
Монументы типа Педра-Формоза возводились в основном на окраинах древних поселений — либо в составе наружной стены, либо за её пределами. По мнению большинства археологов, они представляли собой гробницы (Cardozo 1976); по мнению А. Нуньеса (A. Nunes 1993), это были храмы плодородия или климатических явлений, поскольку выгравированные на стенах символы можно связать с культом плодородия и/или переходом из одного возраста в другой.